# Friedrich Wilhelm von Hardt
Friedrich Wilhelm von Hardt, eigentlich Wilhelm von Hardt, auch Willy von Hardt (* 30. September 1855 in Hamburg; † 3. Dezember 1938 in Wonsowo (auch Wasovo), Posen-Westpreußen) war ein preußischer Oberstleutnant und von 1914 bis 1918 der Zeremonienmeister von Wilhelm II.

## Leben

### Herkunft
Friedrich Wilhelm, eigentlich Wilhelm von Hardt war ein Sohn des deutschen Kaufmanns und Unternehmers Richard Hardt und seiner Frau Elise, geb. Schemmann (* 1828; † 1894). Am 5. Mai 1888 erhielt sein Vater den Adelstitel verliehen.

### Werdegang
Wilhelm von Hardt war 1892 Premierleutnant im Husaren-Regiment 14 und war 1896 als Rittmeister Kommandeur der 1. Kompanie des Regiments. Als Major wurde ihm 1901 von diesem Regiment kommend der Abschied bewilligt. Gemeinsam mit Adolph von Holzhausen hatte er im Regiment gedient und beide waren passionierte Reiter gewesen, wobei von Holzhausen nach einem Reitunfall die Militärlaufbahn beenden musste, von Hardt aber Rennreiter blieb. Zusammen unternahmen sie nachdem beide aus der Armee ausgeschieden waren, eine Weltreise. Insgesamt waren sie nach 1900 auch noch 1908 im chilenischen Urwald.
Auch 1913 war er noch Major, muss also später noch weiter befördert worden sein.

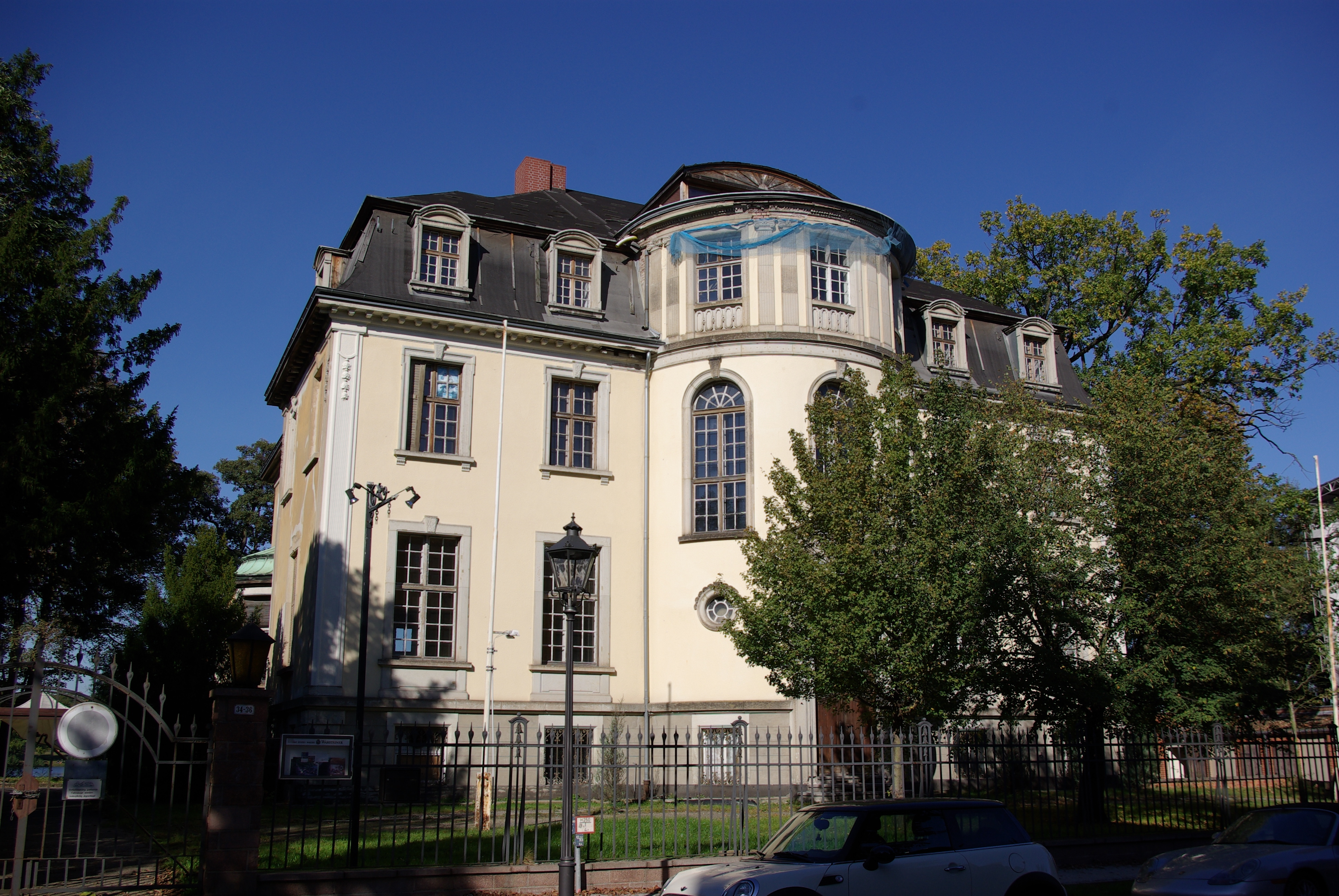
Villa Hardt / Villa Kellermann / Potsdam

Nach dem Tod des Vaters erbte er 1898 das neugotische Schloss Wąsowo sowie die umliegenden Ländereien Głuponie und Chraplewo. Er ließ sich 1914 die Villa von Hardt in Potsdam errichten.

### Familie
Am 5. Juli 1881 heiratete Wilhelm in Frankfurt am Main Anna Elisabeth Mumm von Schwarzenstein (* Frankfurt am Main 31. Juli 1861, † Heluan, Ägypten, 11. April 1907), Tochter der Maria Spieß und des Bankers Wilhelm Mumm von Schwarzenstein. Das Paar hatte sechs Kinder, eines davon war Kurd von Hardt (1889–1958), Gründer der Fondation Hardt pour l’étude de l’antiquité classique

## Genealogie
- Marcelli Janecki: Handbuch des Preußischen Adels. Band 1, E. S. Mittler & Sohn, Berlin 1892, S. 190.
- Gothaisches Genealogisches Taschenbuch der Briefadeligen Häuser. 1907. Erster Jahrgang, Justus Perthes, Gotha 1906.
- Gothaisches Genealogisches Taschenbuch der Adeligen Häuser. Zugleich Adelsmatrikel der D.A.G. Teil B (Briefadel). 1941. Dreiunddreißigster Jahrgang, Justus Perthes, Gotha 1940. Siehe: FamilySearch.
- Hans Friedrich von Ehrenkrook: Genealogisches Handbuch der Adeligen Häuser. B (Briefadel). 1959. Band, Band der Gesamtreihe GHdA, Hrsg. Deutsches Adelsarchiv, C. A. Starke, Limburg a. d. Lahn 1959, S. 234 f.